# Вермінський Володимир Євгенович

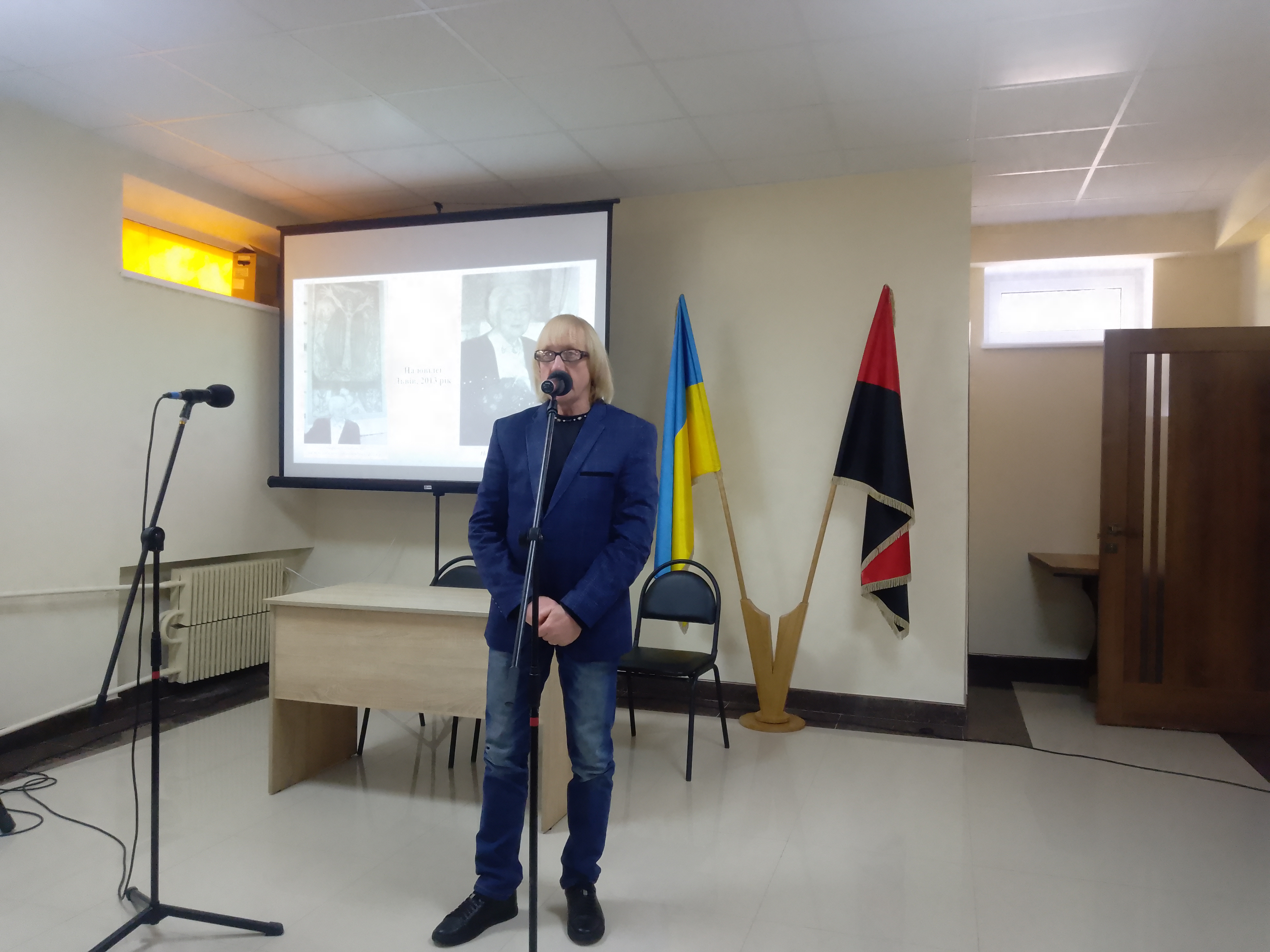
Володимир Вермінський на вечорі-портреті «Нескорений дух палаючого серця».

Володимир Євгенович Вермінський (нар. 18 травня 1966, с. Чистилів Тернопільського району Тернопільської області) — український співак (тенор), диригент, аранжувальник, громадський діяч. Лауреат Всеукраїнської літературно-мистецької премії імені Братів Богдана та Левка Лепких (2009). Заслужений артист України (2016).

## Життєпис

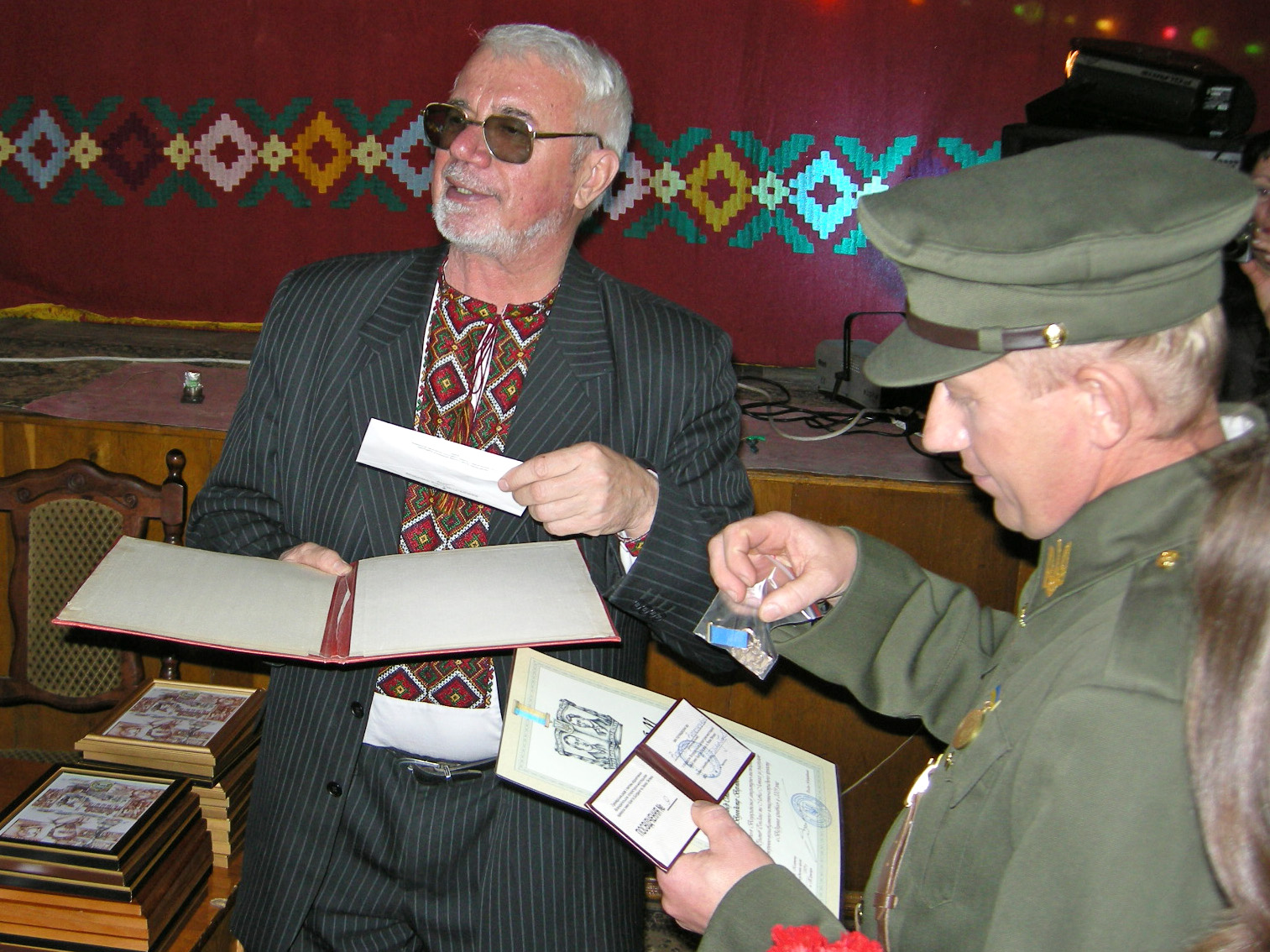
Богдан Хаварівський вручає премію імені Братів Лепких Володимирові Вермінському (5.12.2009).

Навчався у Тернопільському музичному училищі ім. Соломії Крушельницької, закінчив диригентсько-хоровий факультет Харківського інституту мистецтв ім. Івана Котляревського (спеціальність: диригент хору, викладач музичних дисциплін).
Переможець всеукраїнських і міжнародних пісенних конкурсів та фестивалів, серед яких: «Боромля» (Суми, 1999), «Пісенний вернісаж» (Київ, 2000), «Червона рута» (Київ, 2002), «На хвилях Світязя» (Луцьк, 2003), золота й бронзова медалі на чемпіонаті світу з видовищних мистецтв у м. Лос-Анджелес (2003, США).
У 1991—1992 — художній керівник і диригент самодіяльного хору в с. Великий Глибочок Тернопільського району. У 1992—1999 — соліст Асоціації діячів естрадного мистецтва України (м. Київ).
У м. Тернопіль: у 1999—2007 — художній керівник концертно-видовищного центру «Популяр», від 2006 — організатор і художній керівник гурту «Акцент». 2001—2007 — співорганізатор і художній керівник Всеукраїнського фестивалю популярної музики «Зустрічі друзів» (м. Тернопіль).
Гастролі в Україні, Молдові, країнах Європи, Канаді, США.
Співпрацює з композиторами та поетами-піснярами Анатолієм Житкевичем, Богданом Мельничуком, Леонідом Попернацьким, Михайлом Ролем, Олександром Смиком, Анатолієм Фіглюком та іншими.

## Доробок
- 10 магнітоальбомів:
  - «Чистилівська забава-1, -2, -3»,
  - «Українські застільні пісні»,
  - «Колядки» (2001),
  - «Йшли селом партизани-1, -2»,
  - «Я тобою живу»,
  - «Не відлітай»,
  - «Чари весни» (2005),
- компакт-диск
  - «Відлуння криївки» (2009),
  - Чорні ворони (2014);
- концертні програми, зокрема
  - «Наталі» (2007, 2008).